# Acesina aberrans
Acesina aberrans är en fjärilsart som beskrevs av De Nicéville 1889. Acesina aberrans ingår i släktet Acesina och familjen juvelvingar. Inga underarter finns listade i Catalogue of Life.